# Dibburahalli, Sidlaghatta
Dibburahalli là một làng thuộc tehsil Sidlaghatta, huyện Kolar, bang Karnataka, Ấn Độ.